# ジョン・オーウェン (1754年没)
ジョン・オーウェン（英語: John Owen、1702年? – 1754年2月20日）は、グレートブリテン王国の政治家。1741年から1747年までと1753年から1754年までの2度にわたって庶民院議員を務めた。

## 生涯
弁護士ジョン・オーウェン（John Owen）と2人目の妻レティス・ウィリアムズ（Lettice Williams、デイヴィッド・ウィリアムズ）の次男として、おそらく1702年に生まれた。1719年11月16日、オックスフォード大学ジーザス・カレッジに入学した。1721年に兄ウィリアムが死去すると、その遺産を継承した。
1725年、アングルシー州長官を務めた。
1741年イギリス総選挙でアングルシー選挙区から出馬した。アングルシー選挙区ではバークリー子爵家（トーリー党の家系）とオーウェン・メイリック（Owen Meyrick）率いるホイッグ党員が議席をめぐって激しく争っていたが、前回の総選挙では野党派ホイッグ党に属するニコラス・ベイリーが両者の支持をとりつけて無投票で当選した。1741年の選挙ではバークリー子爵家とメイリックの争いが再燃、第6代バークリー子爵ジェームズ・バークリーがベイリーを支持する一方、ベイリーと同じく野党派ホイッグ党に属するジョン・オーウェンは次の総選挙でメイリックの息子を支持すると許諾して、メイリックからの支持を確保した。選挙戦の結果、オーウェンは232票を得てベイリー（127票）を破った。
議会では常に野党の一員として投票した。1747年イギリス総選挙ではバークリー子爵がベイリーを、オーウェンがメイリックの同名の息子（1705年 – 1770年）を支持するという、1741年の総選挙と同じ構図だったが、投票の3日前にメイリックとバークリー子爵が「ベイリーが立候補を取りやめ、その代償として次回の総選挙でメイリックがベイリーを支持する」という協定を交渉した。オーウェンはこの協定により自分が議会から14年間も締め出されると考えてバークリー子爵側につき、これによりメイリックは勝ち目がないと判断して選挙戦から撤退、ベイリーが当選する結果となった。
1747年の総選挙でバークリー子爵側についたことで、バークリー子爵家はその褒賞として1753年にビューマリス選挙区で行われた補欠選挙でオーウェンを当選させた。
しかし、1741年の総選挙で出費が重なったオーウェンは自領の大半を売却せざるを得ず、ロンドンに向かう道中の1754年2月20日に死去した。生涯未婚だった。